# Lodewijk van Bourbon-Parma

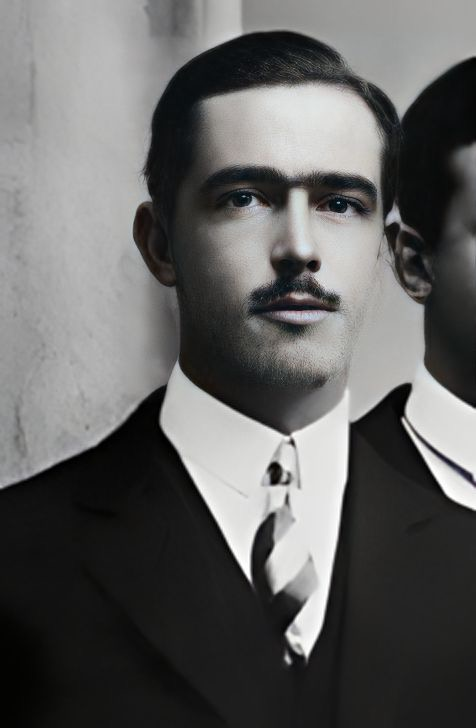
Lodewijk van Bourbon-Parma in 1925

Lodewijk Karel van Bourbon-Parma (Schwarzau am Steinfeld, 5 december 1899 — Mandelieu-la-Napoule, 4 december 1967) was een prins uit het Huis Bourbon-Parma.
Hij was een zoon van hertog Robert I van Parma en diens tweede echtegnote Maria Antonia van Bragança (zijn vader had uit twee huwelijken, in totaal vierentwintig kinderen). Hij was een broer van de laatste keizerin van Oostenrijk Zita en van Felix, de echtgenoot van groothertogin Charlotte van Luxemburg. Hij was een oom van de latere echtgenoot van de Nederlandse prinses Irene, Carlos Hugo van Bourbon-Parma.
Zelf trouwde hij, op 23 januari 1939 in Rome met prinses Maria Francisca van Savoye, een dochter van koning Victor Emanuel III van Italië en Helena van Montenegro.
Het paar kreeg vier kinderen:
- Guido (1940-1991)
- Remieg (1942)
- Chantal (1946)
- Jan (1961)

## Kwartierstaat
| Karel II van Bourbon-Parma (1799-1883) | Karel II van Bourbon-Parma (1799-1883) | Karel II van Bourbon-Parma (1799-1883) | Karel II van Bourbon-Parma (1799-1883) | Karel II van Bourbon-Parma (1799-1883)  | Karel II van Bourbon-Parma (1799-1883)  | Maria Theresia van Sardinië (1803-1879) | Maria Theresia van Sardinië (1803-1879) | Maria Theresia van Sardinië (1803-1879) | Maria Theresia van Sardinië (1803-1879) | Maria Theresia van Sardinië (1803-1879) | Maria Theresia van Sardinië (1803-1879) |                                        |                                        | Karel Ferdinand van Berry (1778−1820)  | Karel Ferdinand van Berry (1778−1820)  | Karel Ferdinand van Berry (1778−1820)  | Karel Ferdinand van Berry (1778−1820)  | Karel Ferdinand van Berry (1778−1820)  | Karel Ferdinand van Berry (1778−1820)  | Maria Carolina van Bourbon-Sicilië (1798−1870) | Maria Carolina van Bourbon-Sicilië (1798−1870) | Maria Carolina van Bourbon-Sicilië (1798−1870) | Maria Carolina van Bourbon-Sicilië (1798−1870) | Maria Carolina van Bourbon-Sicilië (1798−1870) | Maria Carolina van Bourbon-Sicilië (1798−1870) |                                     |                                     | Johan VI van Portugal (1767-1826)   | Johan VI van Portugal (1767-1826)   | Johan VI van Portugal (1767-1826) | Johan VI van Portugal (1767-1826) | Johan VI van Portugal (1767-1826)  | Johan VI van Portugal (1767-1826)  | Charlotte Joachime van Bourbon (1775-1830) | Charlotte Joachime van Bourbon (1775-1830) | Charlotte Joachime van Bourbon (1775-1830) | Charlotte Joachime van Bourbon (1775-1830) | Charlotte Joachime van Bourbon (1775-1830) | Charlotte Joachime van Bourbon (1775-1830) |                                        |                                        | Constantijn van Löwenstein-Wertheim-Rosenberg (1802–1838) | Constantijn van Löwenstein-Wertheim-Rosenberg (1802–1838) | Constantijn van Löwenstein-Wertheim-Rosenberg (1802–1838) | Constantijn van Löwenstein-Wertheim-Rosenberg (1802–1838) | Constantijn van Löwenstein-Wertheim-Rosenberg (1802–1838) | Constantijn van Löwenstein-Wertheim-Rosenberg (1802–1838) | Maria Agnes Henriette van Hohenlohe-Langenburg (1804–1835)     | Maria Agnes Henriette van Hohenlohe-Langenburg (1804–1835)     | Maria Agnes Henriette van Hohenlohe-Langenburg (1804–1835)     | Maria Agnes Henriette van Hohenlohe-Langenburg (1804–1835)     | Maria Agnes Henriette van Hohenlohe-Langenburg (1804–1835)     | Maria Agnes Henriette van Hohenlohe-Langenburg (1804–1835)     |  |  |  |  |  |  |  |  |  |  |  |  |  |  |  |  |  |  |  |  |  |  |  |  |  |  |  |  |  |  |  |  |  |  |  |  |  |  |  |  |  |  |  |  |  |  |  |  |
| Karel II van Bourbon-Parma (1799-1883) | Karel II van Bourbon-Parma (1799-1883) | Karel II van Bourbon-Parma (1799-1883) | Karel II van Bourbon-Parma (1799-1883) | Karel II van Bourbon-Parma (1799-1883)  | Karel II van Bourbon-Parma (1799-1883)  | Maria Theresia van Sardinië (1803-1879) | Maria Theresia van Sardinië (1803-1879) | Maria Theresia van Sardinië (1803-1879) | Maria Theresia van Sardinië (1803-1879) | Maria Theresia van Sardinië (1803-1879) | Maria Theresia van Sardinië (1803-1879) |                                        |                                        | Karel Ferdinand van Berry (1778−1820)  | Karel Ferdinand van Berry (1778−1820)  | Karel Ferdinand van Berry (1778−1820)  | Karel Ferdinand van Berry (1778−1820)  | Karel Ferdinand van Berry (1778−1820)  | Karel Ferdinand van Berry (1778−1820)  | Maria Carolina van Bourbon-Sicilië (1798−1870) | Maria Carolina van Bourbon-Sicilië (1798−1870) | Maria Carolina van Bourbon-Sicilië (1798−1870) | Maria Carolina van Bourbon-Sicilië (1798−1870) | Maria Carolina van Bourbon-Sicilië (1798−1870) | Maria Carolina van Bourbon-Sicilië (1798−1870) |                                     |                                     | Johan VI van Portugal (1767-1826)   | Johan VI van Portugal (1767-1826)   | Johan VI van Portugal (1767-1826) | Johan VI van Portugal (1767-1826) | Johan VI van Portugal (1767-1826)  | Johan VI van Portugal (1767-1826)  | Charlotte Joachime van Bourbon (1775-1830) | Charlotte Joachime van Bourbon (1775-1830) | Charlotte Joachime van Bourbon (1775-1830) | Charlotte Joachime van Bourbon (1775-1830) | Charlotte Joachime van Bourbon (1775-1830) | Charlotte Joachime van Bourbon (1775-1830) |                                        |                                        | Constantijn van Löwenstein-Wertheim-Rosenberg (1802–1838) | Constantijn van Löwenstein-Wertheim-Rosenberg (1802–1838) | Constantijn van Löwenstein-Wertheim-Rosenberg (1802–1838) | Constantijn van Löwenstein-Wertheim-Rosenberg (1802–1838) | Constantijn van Löwenstein-Wertheim-Rosenberg (1802–1838) | Constantijn van Löwenstein-Wertheim-Rosenberg (1802–1838) | Maria Agnes Henriette van Hohenlohe-Langenburg (1804–1835)     | Maria Agnes Henriette van Hohenlohe-Langenburg (1804–1835)     | Maria Agnes Henriette van Hohenlohe-Langenburg (1804–1835)     | Maria Agnes Henriette van Hohenlohe-Langenburg (1804–1835)     | Maria Agnes Henriette van Hohenlohe-Langenburg (1804–1835)     | Maria Agnes Henriette van Hohenlohe-Langenburg (1804–1835)     |  |  |  |  |  |  |  |  |  |  |  |  |  |  |  |  |  |  |  |  |  |  |  |  |  |  |  |  |  |  |  |  |  |  |  |  |  |  |  |  |  |  |  |  |  |  |  |  |
|                                        |                                        |                                        |                                        |                                         |                                         |                                         |                                         |                                         |                                         |                                         |                                         |                                        |                                        |                                        |                                        |                                        |                                        |                                        |                                        |                                                |                                                |                                                |                                                |                                                |                                                |                                     |                                     |                                     |                                     |                                   |                                   |                                    |                                    |                                            |                                            |                                            |                                            |                                            |                                            |                                        |                                        |                                                           |                                                           |                                                           |                                                           |                                                           |                                                           |                                                                |                                                                |                                                                |                                                                |                                                                |                                                                |  |  |  |  |  |  |  |  |  |  |  |  |  |  |  |  |  |  |  |  |  |  |  |  |  |  |  |  |  |  |  |  |  |  |  |  |  |  |  |  |  |  |  |  |  |  |  |  |
|                                        |                                        |                                        |                                        | Karel III van Bourbon-Parma (1823-1854) | Karel III van Bourbon-Parma (1823-1854) | Karel III van Bourbon-Parma (1823-1854) | Karel III van Bourbon-Parma (1823-1854) | Karel III van Bourbon-Parma (1823-1854) | Karel III van Bourbon-Parma (1823-1854) |                                         |                                         |                                        |                                        |                                        |                                        | Louise Maria van Frankrijk (1819-1864) | Louise Maria van Frankrijk (1819-1864) | Louise Maria van Frankrijk (1819-1864) | Louise Maria van Frankrijk (1819-1864) | Louise Maria van Frankrijk (1819-1864)         | Louise Maria van Frankrijk (1819-1864)         |                                                |                                                |                                                |                                                |                                     |                                     |                                     |                                     |                                   |                                   | Michaël I van Portugal (1802-1866) | Michaël I van Portugal (1802-1866) | Michaël I van Portugal (1802-1866)         | Michaël I van Portugal (1802-1866)         | Michaël I van Portugal (1802-1866)         | Michaël I van Portugal (1802-1866)         |                                            |                                            |                                        |                                        |                                                           |                                                           | Adelheid van Löwenstein- Wertheim-Rosenberg (1831-1909)   | Adelheid van Löwenstein- Wertheim-Rosenberg (1831-1909)   | Adelheid van Löwenstein- Wertheim-Rosenberg (1831-1909)   | Adelheid van Löwenstein- Wertheim-Rosenberg (1831-1909)   | Adelheid van Löwenstein- Wertheim-Rosenberg (1831-1909)        | Adelheid van Löwenstein- Wertheim-Rosenberg (1831-1909)        |                                                                |                                                                |                                                                |                                                                |  |  |  |  |  |  |  |  |  |  |  |  |  |  |  |  |  |  |  |  |  |  |  |  |  |  |  |  |  |  |  |  |  |  |  |  |  |  |  |  |  |  |  |  |  |  |  |  |
|                                        |                                        |                                        |                                        | Karel III van Bourbon-Parma (1823-1854) | Karel III van Bourbon-Parma (1823-1854) | Karel III van Bourbon-Parma (1823-1854) | Karel III van Bourbon-Parma (1823-1854) | Karel III van Bourbon-Parma (1823-1854) | Karel III van Bourbon-Parma (1823-1854) |                                         |                                         |                                        |                                        |                                        |                                        | Louise Maria van Frankrijk (1819-1864) | Louise Maria van Frankrijk (1819-1864) | Louise Maria van Frankrijk (1819-1864) | Louise Maria van Frankrijk (1819-1864) | Louise Maria van Frankrijk (1819-1864)         | Louise Maria van Frankrijk (1819-1864)         |                                                |                                                |                                                |                                                |                                     |                                     |                                     |                                     |                                   |                                   | Michaël I van Portugal (1802-1866) | Michaël I van Portugal (1802-1866) | Michaël I van Portugal (1802-1866)         | Michaël I van Portugal (1802-1866)         | Michaël I van Portugal (1802-1866)         | Michaël I van Portugal (1802-1866)         |                                            |                                            |                                        |                                        |                                                           |                                                           | Adelheid van Löwenstein- Wertheim-Rosenberg (1831-1909)   | Adelheid van Löwenstein- Wertheim-Rosenberg (1831-1909)   | Adelheid van Löwenstein- Wertheim-Rosenberg (1831-1909)   | Adelheid van Löwenstein- Wertheim-Rosenberg (1831-1909)   | Adelheid van Löwenstein- Wertheim-Rosenberg (1831-1909)        | Adelheid van Löwenstein- Wertheim-Rosenberg (1831-1909)        |                                                                |                                                                |                                                                |                                                                |  |  |  |  |  |  |  |  |  |  |  |  |  |  |  |  |  |  |  |  |  |  |  |  |  |  |  |  |  |  |  |  |  |  |  |  |  |  |  |  |  |  |  |  |  |  |  |  |
|                                        |                                        |                                        |                                        |                                         |                                         |                                         |                                         |                                         |                                         | Robert I van Bourbon-Parma (1848-1907)  | Robert I van Bourbon-Parma (1848-1907)  | Robert I van Bourbon-Parma (1848-1907) | Robert I van Bourbon-Parma (1848-1907) | Robert I van Bourbon-Parma (1848-1907) | Robert I van Bourbon-Parma (1848-1907) |                                        |                                        |                                        |                                        |                                                |                                                |                                                |                                                |                                                |                                                |                                     |                                     |                                     |                                     |                                   |                                   |                                    |                                    |                                            |                                            |                                            |                                            | Maria Antonia van Bragança (1862-1959)     | Maria Antonia van Bragança (1862-1959)     | Maria Antonia van Bragança (1862-1959) | Maria Antonia van Bragança (1862-1959) | Maria Antonia van Bragança (1862-1959)                    | Maria Antonia van Bragança (1862-1959)                    |                                                           |                                                           |                                                           |                                                           |                                                                |                                                                |                                                                |                                                                |                                                                |                                                                |  |  |  |  |  |  |  |  |  |  |  |  |  |  |  |  |  |  |  |  |  |  |  |  |  |  |  |  |  |  |  |  |  |  |  |  |  |  |  |  |  |  |  |  |  |  |  |  |
|                                        |                                        |                                        |                                        |                                         |                                         |                                         |                                         |                                         |                                         | Robert I van Bourbon-Parma (1848-1907)  | Robert I van Bourbon-Parma (1848-1907)  | Robert I van Bourbon-Parma (1848-1907) | Robert I van Bourbon-Parma (1848-1907) | Robert I van Bourbon-Parma (1848-1907) | Robert I van Bourbon-Parma (1848-1907) |                                        |                                        |                                        |                                        |                                                |                                                |                                                |                                                |                                                |                                                |                                     |                                     |                                     |                                     |                                   |                                   |                                    |                                    |                                            |                                            |                                            |                                            | Maria Antonia van Bragança (1862-1959)     | Maria Antonia van Bragança (1862-1959)     | Maria Antonia van Bragança (1862-1959) | Maria Antonia van Bragança (1862-1959) | Maria Antonia van Bragança (1862-1959)                    | Maria Antonia van Bragança (1862-1959)                    |                                                           |                                                           |                                                           |                                                           |                                                                |                                                                |                                                                |                                                                |                                                                |                                                                |  |  |  |  |  |  |  |  |  |  |  |  |  |  |  |  |  |  |  |  |  |  |  |  |  |  |  |  |  |  |  |  |  |  |  |  |  |  |  |  |  |  |  |  |  |  |  |  |
|                                        |                                        |                                        |                                        |                                         |                                         |                                         |                                         |                                         |                                         |                                         |                                         |                                        |                                        |                                        |                                        |                                        |                                        |                                        |                                        |                                                |                                                |                                                |                                                |                                                |                                                |                                     |                                     |                                     |                                     |                                   |                                   |                                    |                                    |                                            |                                            |                                            |                                            |                                            |                                            |                                        |                                        |                                                           |                                                           |                                                           |                                                           |                                                           |                                                           |                                                                |                                                                |                                                                |                                                                |                                                                |                                                                |  |  |  |  |  |  |  |  |  |  |  |  |  |  |  |  |  |  |  |  |  |  |  |  |  |  |  |  |  |  |  |  |  |  |  |  |  |  |  |  |  |  |  |  |  |  |  |  |
|                                        |                                        |                                        |                                        |                                         |                                         |                                         |                                         |                                         |                                         |                                         |                                         |                                        |                                        |                                        |                                        |                                        |                                        |                                        |                                        |                                                |                                                |                                                |                                                |                                                |                                                |                                     |                                     |                                     |                                     |                                   |                                   |                                    |                                    |                                            |                                            |                                            |                                            |                                            |                                            |                                        |                                        |                                                           |                                                           |                                                           |                                                           |                                                           |                                                           |                                                                |                                                                |                                                                |                                                                |                                                                |                                                                |  |  |  |  |  |  |  |  |  |  |  |  |  |  |  |  |  |  |  |  |  |  |  |  |  |  |  |  |  |  |  |  |  |  |  |  |  |  |  |  |  |  |  |  |  |  |  |  |
| Sixtus van Bourbon-Parma (1886-1934)   | Sixtus van Bourbon-Parma (1886-1934)   | Sixtus van Bourbon-Parma (1886-1934)   | Sixtus van Bourbon-Parma (1886-1934)   | Sixtus van Bourbon-Parma (1886-1934)    | Sixtus van Bourbon-Parma (1886-1934)    |                                         |                                         | Xavier van Bourbon-Parma (1889-1977)    | Xavier van Bourbon-Parma (1889-1977)    | Xavier van Bourbon-Parma (1889-1977)    | Xavier van Bourbon-Parma (1889-1977)    | Xavier van Bourbon-Parma (1889-1977)   | Xavier van Bourbon-Parma (1889-1977)   |                                        |                                        | Zita van Bourbon-Parma (1892-1989)     | Zita van Bourbon-Parma (1892-1989)     | Zita van Bourbon-Parma (1892-1989)     | Zita van Bourbon-Parma (1892-1989)     | Zita van Bourbon-Parma (1892-1989)             | Zita van Bourbon-Parma (1892-1989)             |                                                |                                                | Felix van Bourbon-Parma (1893-1970)            | Felix van Bourbon-Parma (1893-1970)            | Felix van Bourbon-Parma (1893-1970) | Felix van Bourbon-Parma (1893-1970) | Felix van Bourbon-Parma (1893-1970) | Felix van Bourbon-Parma (1893-1970) |                                   |                                   | René van Bourbon-Parma (1894-1962) | René van Bourbon-Parma (1894-1962) | René van Bourbon-Parma (1894-1962)         | René van Bourbon-Parma (1894-1962)         | René van Bourbon-Parma (1894-1962)         | René van Bourbon-Parma (1894-1962)         |                                            |                                            | Lodewijk van Bourbon-Parma (1899-1967) | Lodewijk van Bourbon-Parma (1899-1967) | Lodewijk van Bourbon-Parma (1899-1967)                    | Lodewijk van Bourbon-Parma (1899-1967)                    | Lodewijk van Bourbon-Parma (1899-1967)                    | Lodewijk van Bourbon-Parma (1899-1967)                    |                                                           |                                                           | ... + 5 zusters en 1 broer (en 10 halfzusters en 4 halfbroers) | ... + 5 zusters en 1 broer (en 10 halfzusters en 4 halfbroers) | ... + 5 zusters en 1 broer (en 10 halfzusters en 4 halfbroers) | ... + 5 zusters en 1 broer (en 10 halfzusters en 4 halfbroers) | ... + 5 zusters en 1 broer (en 10 halfzusters en 4 halfbroers) | ... + 5 zusters en 1 broer (en 10 halfzusters en 4 halfbroers) |  |  |  |  |  |  |  |  |  |  |  |  |  |  |  |  |  |  |  |  |  |  |  |  |  |  |  |  |  |  |  |  |  |  |  |  |  |  |  |  |  |  |  |  |  |  |  |  |